# كيكر (صحيفة)
صحيفة كيكر الرياضية هي الصحيفة الرياضية الرائدة في ألمانيا وتركز في المقام الأول على كرة القدم. تأسست الصحيفة في عام 1920 من قبل رائد كرة القدم الألماني فالتر بنسمان ويتم نشرها مرتين في الأسبوع، الاثنين والخميس في نورنبرغ. وتبيع طبعة الإثنين ما متوسطه 240,000 نسخة، في حين أن الخميس تبيع حوالي 220,000 نسخة (أرقام عام 2005).
كما تنشر الصحيفة كتابًا سنويًا، وهو كيكر ألمناخ. تم نشره لأول مرة من عام 1937 حتى عام 1942، ومن ثم من 1959 حتى الآن.

## أعظم أندية كرة القدم في القرن العشرين
في عام 1998، نشرت صحيفة كيكر قائمة بأفضل أندية كرة القدم في القرن العشرين. استندت القائمة على أصوات المختصين (جوفاني تراباتوني، يوهان كرويف، أودو لاتيك، إلخ...) من أجل اختيار أفضل خمسة أندية وتقديم أدله داعمة لاختياراتهم.
| الترتيب | النادي          |
| ------- | --------------- |
| 1       | ريال مدريد      |
| 2       | أياكس           |
| 3       | ميلان           |
| 4       | بايرن ميونخ     |
| 5       | برشلونة         |
| 6       | مانشستر يونايتد |
| 7       | بنفيكا          |
| 8       | دينامو كييف     |
| 9       | يوفنتوس         |
| 10      | إنتر ميلان      |

في عام 2014، أعادة الصحيفة صياغة قائمتها لأفضل الأندية في التاريخ. استندت القائمة على معاييرمحددة مثل تاريخ الأندية، وإنجازاته على الساحة الدولية، والألقاب التي فازت بها، ومسيرة لاعبيها.
| الترتيب | النادي               |
| ------- | -------------------- |
| 1       | ريال مدريد           |
| 2       | بايرن ميونخ          |
| 3       | مانشستر يونايتد      |
| 4       | ليفربول              |
| 5       | برشلونة              |
| 6       | ميلان                |
| 7       | يوفنتوس              |
| 8       | بوكا جونيورز         |
| 9       | هامبورغ              |
| 10      | بوروسيا مونشنغلادباخ |

## وصلات خارجية
- كيكر